# Philorhizus vectensis
Philorhizus vectensis es una especie de escarabajo de la familia Carabidae.

## Distribución geográfica
Se distribuye por el occidente de Europa.